# Матија Љубек
Матија Љубек (Белишће, 22. новембар 1953 — Валпово, 11. октобар 2000) био је хрватски кануист. 

## Биографија
Матија Љубек је био најтрофејнији хрватски кануиста и један од најуспешнијих хрватских спортиста уопште. Блиставе тренутке каријере доживео је освајањем олимпијских медаља у кајаку и кануу на мирним водама у дисциплини Ц-1 (кану једноклек) и Ц-2 (кану двоклек). Освојио је две златне и по једну сребрну и бронзану медаљу на олимпијским играма, четири прва, два друга и четири трећа места на светским првенствима, као и три златне медаље на медитеранским играма.
Све ове успехе постигао је од 1975. до 1987. године као репрезентативац СФРЈ. Био је изабран за спортисту Југославије у анкети спортског листа „Спорт“ 1976. године. Носио је заставу СФРЈ на отварању Олимпијским играма 1988. у Сеулу. У Хрватској је проглашен најуспешнијим олимпијцем у појединачним спортовима свих времена. У дисциплинама Ц-2 (кану двоклек) веслао је у пару са Мирком Нишовићем из Земуна.
Завршетком спортске каријере остао је у спорту као спортски радник. Нажалост, прерана смрт (страдао је од метка из пиштоља због неразјашњених породичних прилика) одвојила га је заувек од спорта. Кајак и кану клуб у Загребу данас носи његово име.

## Спортски успеси

### Олимпијске игре
- Монтреал 1976.
  - злато Ц-1 1.000 м
  - бронза Ц-1 500 м
- Москва 1980.
  - 4 место Ц-2 1000 м са Нишовићем
- Лос Анђелес 1984.
  - злато Ц-2 500 м са Нишовићем
  - злато Ц-2 1.000 м са Нишовићем

### Светска првенства
- 1975 - Светско првенству у Београду
  - бронза Ц-1 10.000 м
  - 4 место Ц-1 1.000 м
- 1978 - Светско првенство у Београду
  - злато Ц-1 1.000 м
  - бронза Ц-1 10.000 м
- 1981 — Светско првенству у Нотигему
  - сребро Ц-1 10.000 м
- 1982 — Светско првенство у Београду
  - злато Ц-2 500 м са Нишовићем
  - сребро Ц-2 1.000 м са Нишовићем
- 1983 — Светско првенство у Тампереу
  - злато Ц-1 500 м
  - бронза Ц-2 1.000 м са Нишовићем
- 1985 — Светско првенству у Мехелену
  - злато Ц-2 10.000 м са Нишовићем
  - бронза Ц-2 1.000 м са Нишовићем
- 1986 — Светско првенство у Монтреалу
  - 4 место Ц-2 10.000 м са Нишовићем
- 1987 — Светско првенство у Дуизбургу
  - 5 место

### Медитеранске игре
- 1979 — Медитеранске игре у Сплиту
  - злато Ц-1 500 м
  - злато Ц-1 1000 м
  - злато Ц-2 500 м са Нишовићем